# Верхні Альпи
Верхні Альпи  (фр. Hautes-Alpes) — департамент на південному сході Франції, один з департаментів регіону Прованс — Альпи — Лазурний Берег. Порядковий номер 5.
Адміністративний центр — Гап. Населення 121 тис. чоловік (98-е місце серед департаментів, дані 1999 р.).

## Географія
Площа території 5549 км². Через департамент протікають річки Дюранс, Бюеш, Кларе, Драк, Севересс. Середня висота становить понад 1000 м, а найбільша висота становить понад 4000 м. На сході межує з Італією.
Департамент включає 2 округи, 30 кантонів і 177 комун.

## Історія
Верхні Альпи — один з перших 83 департаментів, утворених під час Великої французької революції в березні 1790 р. Виник на території колишньої провінції Дофіне.